# Культура протовілланова
Культура протовілланова, Протовілланова — археологічна культура пізньої бронзової доби. Поширена на Апеннінському півострові та частково на Сицилії 1175—960 роках до н. е.

## Дослідження
Термін було впроваджено італійським науковцем Джованні Патроні в 1937 році

## Поширення
Апеннінський півострів у місцях поширення протовіланівської культури був до певної міри культурною єдністю, поширюючись до східної Сицилії. Прикладами поселення та гробниць протовіллановського типу у північноцентральній частині є Фраттесіна (Венето), Бісмантова та Ріпа-Кальбана (Емілія-Романья), гірський масив Тольфа (Лацій), Дженга (Марке), Ортуккьо (Абруццо), на півдні — Тиммарі (Базилікат), Торре-Кастеллучча та Каноса-ді-Пулья (Апулія), Тропея (Калабрія) та Мілаццо (Сицилія).

## Характеристика
Ця культура виникла в результаті змішування деяких рис апеннінської культури середньої бронзової доби і впливів, що походять з північносхідного сектора Альп (культура полів поховальних урн).
Згідно теорії Марії Ґімбутас «протоіталіки», що походили від північноальпійської (південнонімецької) групи культури полів похоронних урн, прийшли до центральної та північної частини Апеннінського півострова, а середньодунайська група тієї ж культури (венети та іллірійці) влаштувалися у Венетії, Апулії та на Сицилії. Вона вказувала на подібності між керамікою зазначених двох географічних груп культури полів похоронних урн та керамікою протовілланівської культури. Девід Ентоні, підтримуючи гіпотези італо-кельтського споріднення, пов'язав прихід італіків з протовіланівською культурою, яка, у свою чергу, походить від регіонального варіанта культури полів похоронних урн Паннонської рівнини.
Згідно з іншими припущеннями, ця культура пов'язана лише з предками носіїв осксько-умбрських мов. К. Крістіансен пов'язував її з групою Велатіце-Байєрдорф, що існувала у східній Австрії та південній Моравії. На думку Франческо ді Дженнаро демонструє спорідненість з лужицькою та канегратською культурами. Генетичне дослідження в листопаді 2019 року рештків останки жінки, похованої в Мартінсікуро (Піцен), наприкінці існування цієї культури, довело, що та мала материнську гаплогрупу U5a2b

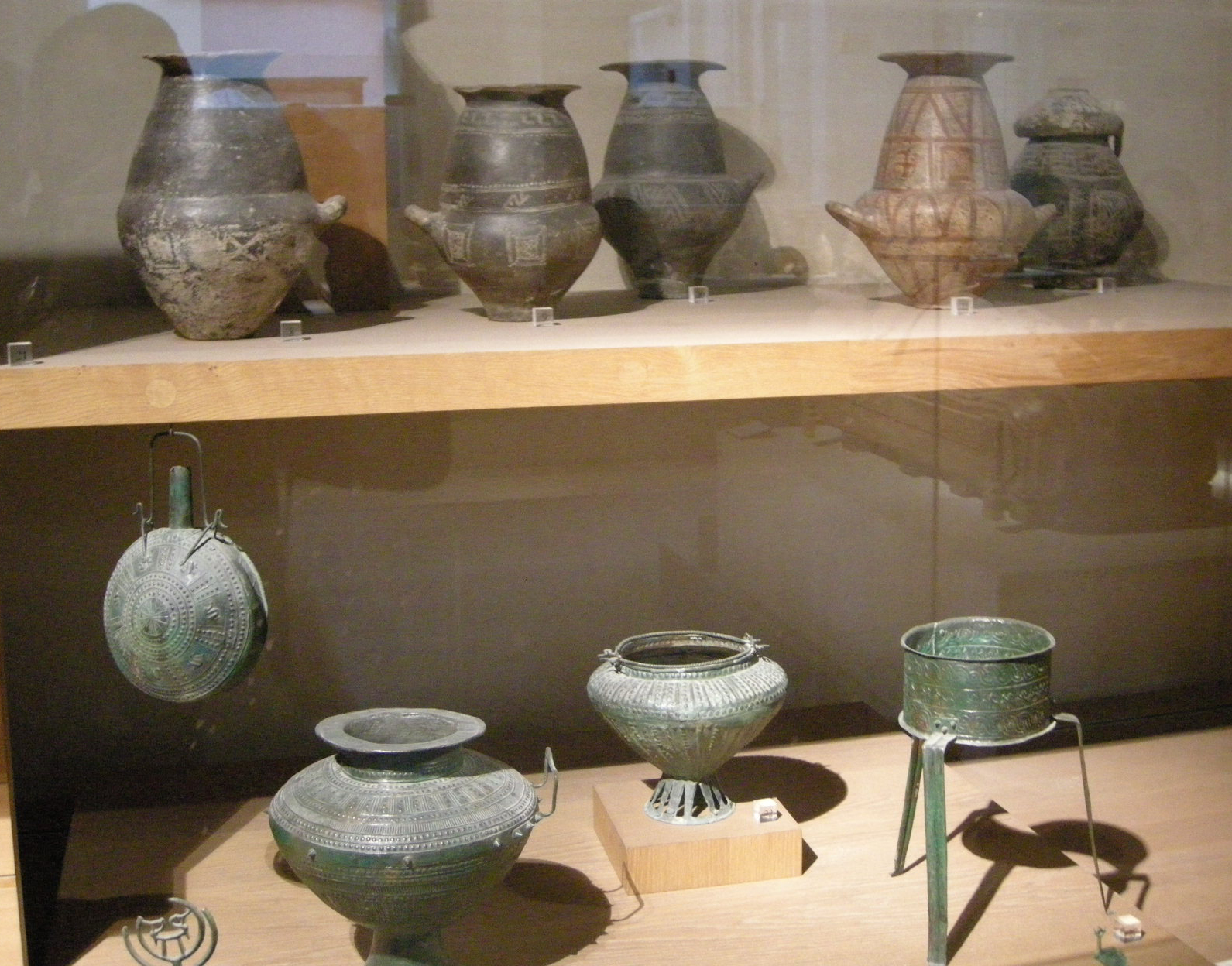

Характерними були кераміка з канавками, прикрашена геометричними візерунками, і металургійні вироби (бронзові «шпильки»). Мала багато спільних рис з середньодунайською культурою полів поховальних урн, регіональною групою культури полів похоронних урн, особливо в тому, що стосувалося поховальних обрядів. Померлих кремували, їх попіл поміщали в керамічні біконічні урни, прикрашені, зазвичай, геометричними візерунками. Декоративні мотиви на кераміці наносилися на глину перед випалом. У південних регіонах декорація також виконувалася у вигляді розпису, що демонструвало більш тісний стилістичний зв'язок із давньогрецьким протогеометричним стилем.
В середині X ст. до н. е. відбувається процес регіоналізації протовіллановської культури: у Північній Італії з'являється культура Голасекка, пов'язана з лепонтомовним населенням, у Венетії — атестинська культура, у центральній та Північній Італії: культура вілланова, пов'язана з етрусками, у центральній Італії — латинська культура, пов'язана з протолатинами, та культура Терні, пов'язана з протоумбрами.

### Поселення
Зазвичай споруджувалося на височинах, були добре захищених і нерідко обнесених укріпленнями. У деяких поселеннях мешкали невеликі громади (50-100 осіб). У центральній частині площа поселення становила зазвичай 40-50 тисяч м², а його населення — 300—500 осіб. Нерідко зустрічалися великі поселення (500—1000 осіб), які, припускають були регіональними центрами влади.

### Господарство
Основу становили землеробство, скотарство та обробка метаолів. В цей період активізувався торговельний обмін із населенням інших цивілізацій, як по суходолом і морем. Центральнотирренська Італія була частиною важливого торгового циклу обміну з населенням Мікенскої культури, південною Францією, Сардинією, Сицилією тощо.

### Суспільство
Наявність великих будівель та гробниць, які, особливо в деяких областях (гірський масив Тольфагори) були сильно диференційовані за ступенем складності свого оформлення та багатством знайдених усередині матеріалів, вказує, що в цих громадах вже мала місце певна соціальна стратифікація. Передбачається, що спеціалізовані ремісники грали у громадах особливу роль. Це соціального розшарування було особливо яскраво виражено у регіонах Південної Етрурії та Лаціуму.

## Вірування
Відкриття кількох скарбів із бронзовими речами дозволило припустити, що ці об'єкти були вотивними дарами богам або наборами для потойбіччя. Дуже часто ці скарби були закопані поблизу річок або загалом у приводних територіях, що, можливо, свідчить про культ, пов'язаний із божествами води. Тим не менш, в деяких випадках ці скарби, можливо, були просто складами речей з метою їх накопичення або переробки (переплавки). На пізній стадії з'являється символізм «сонячного човна», пов'язаний з солярним та астральним культом.